# Opisthoxia claudiaria
Opisthoxia claudiaria är en fjärilsart som beskrevs av William Schaus 1901. Opisthoxia claudiaria ingår i släktet Opisthoxia och familjen mätare. Inga underarter finns listade i Catalogue of Life.